# أرتور كارمونا
أرتور كارمونا (بالإسبانية: Arturo Carmona)‏ (9 يوليو 1976 بمونتيري في المكسيك - ) هو ممثل وممثل تلفزيوني ولاعب كرة قدم مكسيكي في مركز الدفاع.

## وصلات خارجية
- أرتور كارمونا على موقع IMDb (الإنجليزية)
- أرتور كارمونا على موقع قاعدة بيانات الفيلم (الإنجليزية)